# Clientis Caisse d’Epargne CEC
O Clientis Caisse d'Epargne CEC é um banco regional suíço localizado em Courtelary, cantão de Berna. Outros escritórios bancários estão em Saint-Imier, Sonceboz, Tramelan e La Chaux-de-Fonds.
O distrito de Caisse d'Epargne du Courtelary foi fundado em 1829 por iniciativa de Charles Ferdinand Morel. Ele era padre em Corgémont e queria apoiar a população local, bem como o desenvolvimento econômico da região.
Tradicionalmente, a área de negócios atua nos setores de banco de varejo, banco hipotecário, banco privado e banco com pequenas e médias empresas.
O Clientis Caisse d'Epargne CEC é um banco regional independente da holding RBA.